# Выборы губернатора Новосибирской области (2014)
Досрочные выборы губернатора Новосибирской области 2014 года состоялись 14 сентября в единый день голосования.

## Предшествующие события
18 мая 2014 года президент России Владимир Путин отправил в отставку губернатора Новосибирской области Василия Юрченко в связи с утратой доверия и назначил врио главы региона бывшего мэра Новосибирска, вице-губернатора Владимира Городецкого.

## Ход выборов
В досрочных выборах на пост губернатора Новосибирской области намеревались принять участие шесть претендентов. От партии «Единая Россия» — врио главы региона Владимир Городецкий; депутат регионального Законодательного собрания Анатолий Кубанов — от «Справедливой России»; партию «Народ против коррупции» представлял Александр Мухарыцин; ЛДПР — депутат Госдумы Дмитрий Савельев; «Партию мира и единства» — депутат областного парламента Вячеслав Смагин; «Гражданскую инициативу» — вице-мэр Новосибирска Иван Стариков. 4 июля заявление об отказе от участия в выборах написал Александр Мухарыцин. Вячеслав Смагин не смог набрать нужного количества подписей. Иван Стариков также не прошел муниципальный фильтр из-за проблем с подписями в свою поддержку.

## Результаты выборов
Явка избирателей на досрочных выборах губернатора Новосибирской области 2014 года составила 30,73 % — проголосовало 653 136 тысяч жителей области. Победил врио главы региона, кандидат от «Единой России» Владимир Городецкий с результатом 64,97 %. Второе место завоевал Дмитрий Савельев, за которого проголосовали 18, 82 %. Третье — Анатолий Кубанов, набравший 13,49 %.
| Место | Место | Кандидат            | Голосов | %     |
| ----- | ----- | ------------------- | ------- | ----- |
|       | 1.    | Владимир Городецкий | 423 855 | 64,97 |
|       | 2.    | Дмитрий Савельев    | 122 757 | 18,82 |
|       | 3.    | Анатолий Кубанов    | 88 000  | 13.49 |